# Clemente Cassis
Giovanni Clemente Cassis (Bergamo, 18 novembre 1885 – Bergamo, 24 novembre 1966) è stato un imprenditore e pittore italiano.

## Biografia
Nato a Bergamo a San Vigilio il 18 novembre 1885 da Giovanni Cassis e Rachele Anziati, fin da bambino si distinse per la sua passione nel ritrarre i palazzi e le vie di Città Alta.
A soli dieci anni venne avvicinato da Cesare Tallone, allora direttore dell’Accademia Carrara che, colpito dalla sua abilità nel disegnare e nel dipingere, propose ai suoi genitori di iscriverlo all’Accademia. Il piccolo Cassis non volle, preferendo aiutare i genitori andando a lavorare in un’impresa di costruzioni e seguendo dei corsi serali alla Scuola d’Arte Andrea Fantoni. 
Finiti gli studi all’età di diciotto anni, fonda un’impresa edile e a venti è già presidente della Cooperativa Costruttori Edili. 
In seguito diventerà prima vicepresidente e poi presidente del Collegio dei Costruttori Edili, carica ricoperta per oltre venti anni.
Fu anche consigliere nazionale dell'Associazione nazionale costruttori edili, consigliere dell’Unione Industriali di Bergamo e della Scuola d’Arte Andrea Fantoni.
Sposato in seconde nozze con Angiola Sali nel 1920, ebbe quattro figlie: Zemira morta in tenera età, Luciana, Delia e Miranda.

## Opere

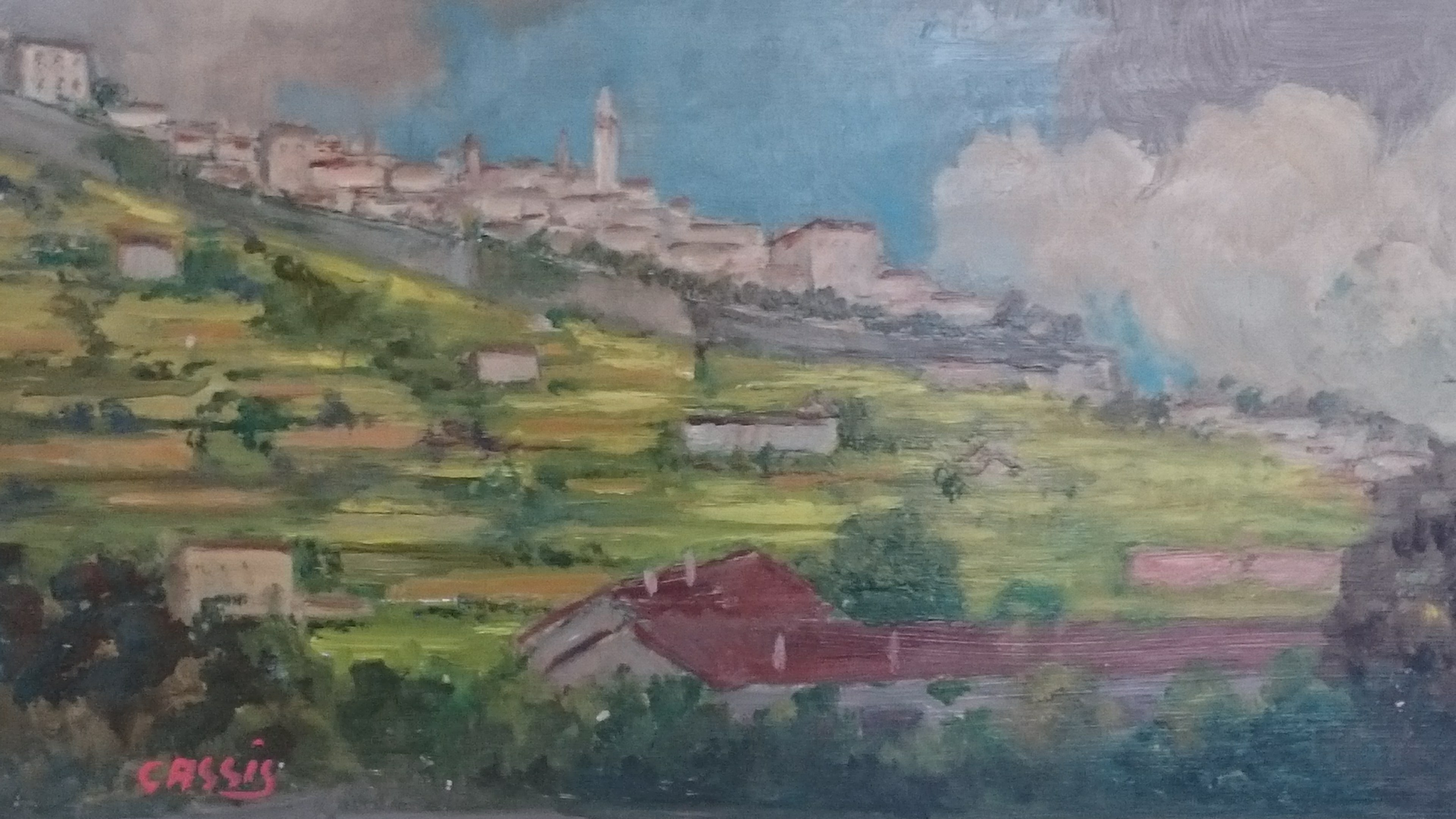
Veduta di Città Alta (1955)

Chiusa la sua attività di costruttore edile alla fine della seconda guerra mondiale, Clemente Cassis si dedica alla sua passione, trasformando la sua casa in un luogo di incontro di artisti tra cui Ciro Caversazzi (letterato e pittore), Mauro Pellicioli (restauratore e pittore), Angiolo Alebardi e Luigi Brignoli. 

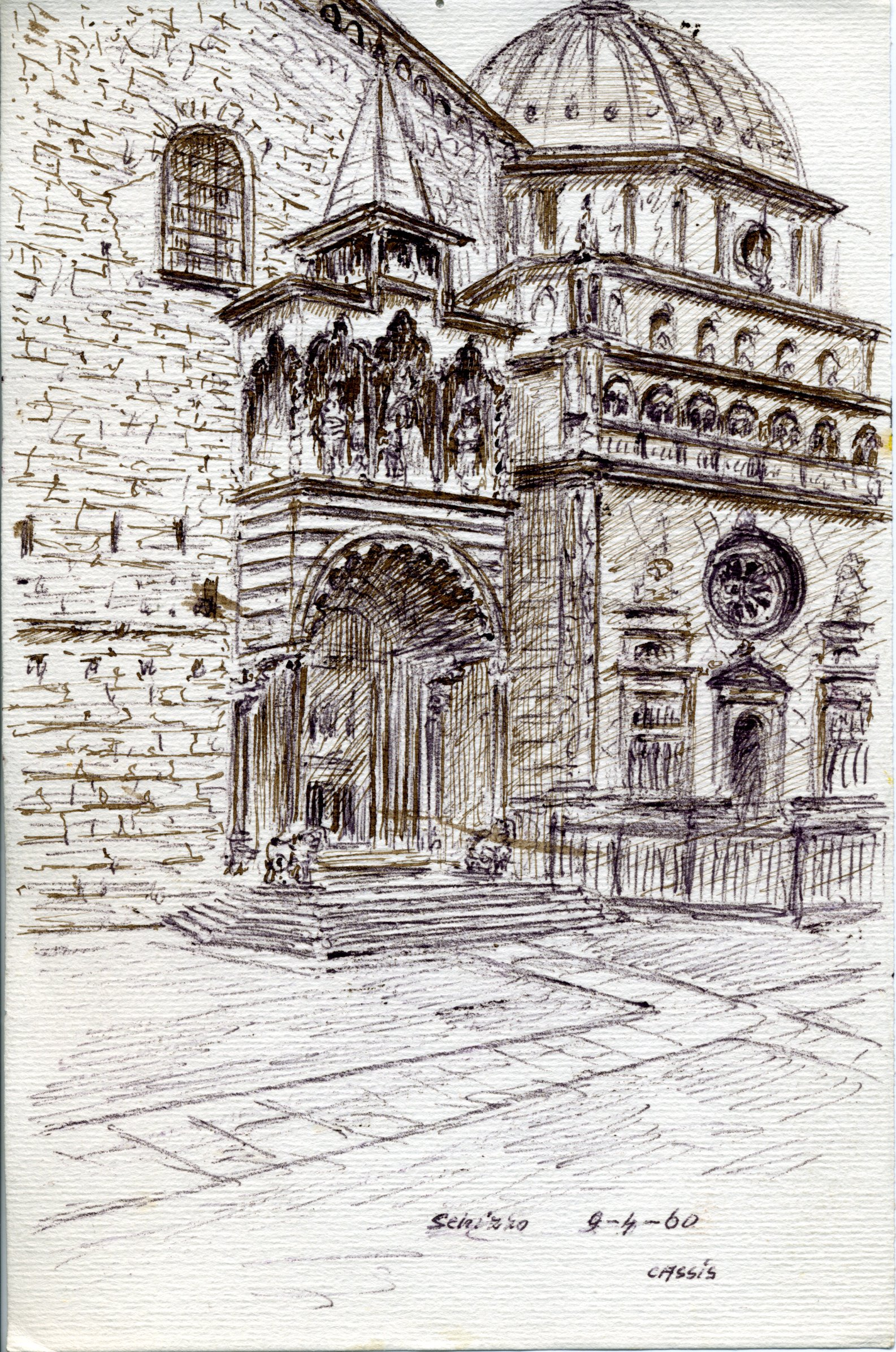
S.Maria Maggiore e Cappella Colleoni

Nel settembre del 1950 partecipa alla Mostra di Artisti Bergamaschi a Palazzo della Ragione, a patto che i suoi quadri non vengano venduti.
Il Cassis, che non amava definirsi pittore, preferiva regalare le sue opere per non togliere lavoro ai molti suoi amici pittori, ai quali, piuttosto, comprava i quadri creando così una interessante collezione di opere di pittori bergamaschi. 
Ad alcuni di loro, come Giuseppe Luzzana e Armando Locatelli, commissionò il ritratto sia suo che della moglie.

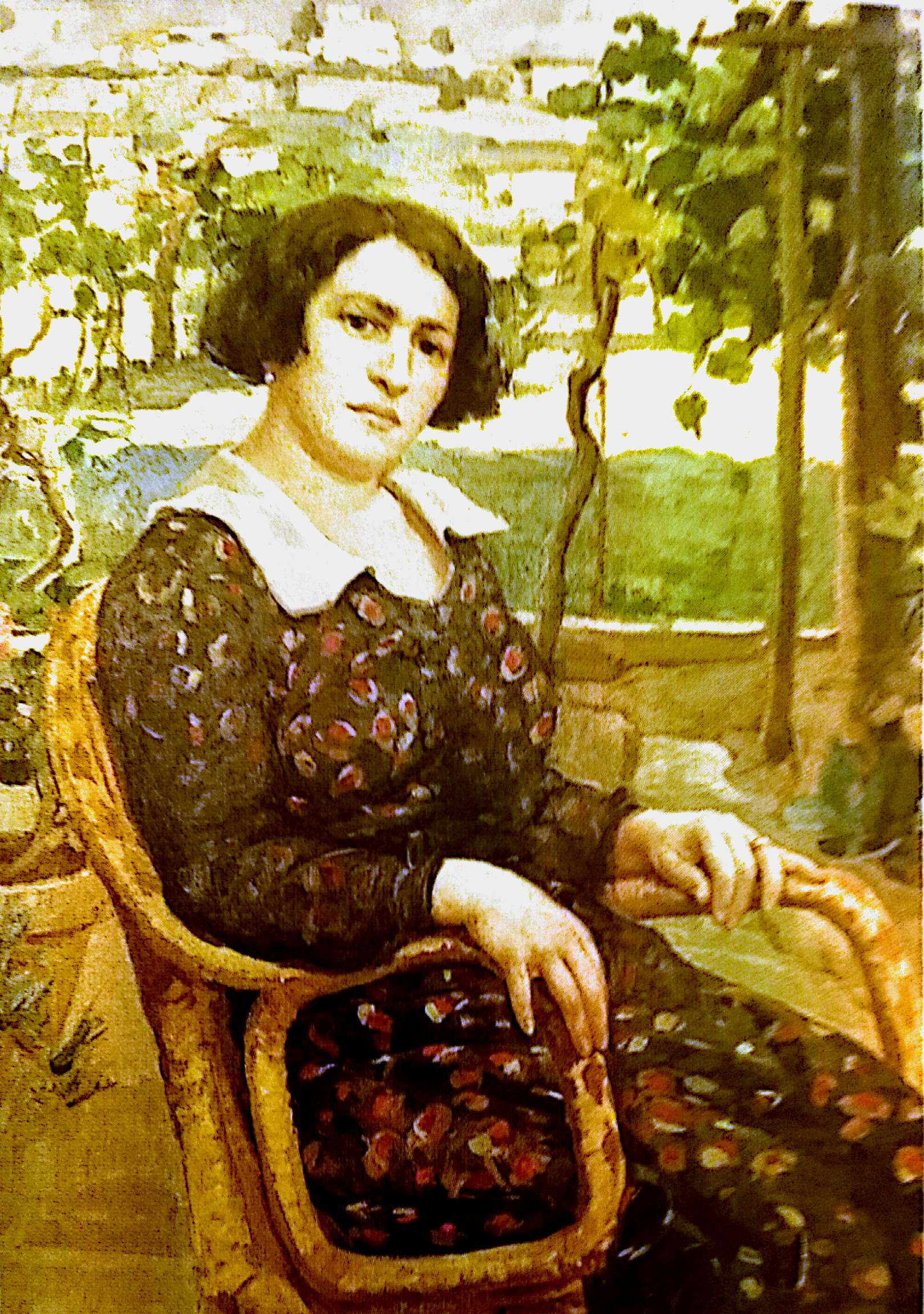
Ritratto di Angiola Cassis (Armando Locatelli)

La produzione del Cassis pittore è difficile da catalogare in quanto si tratta di più di duemila opere tra disegni, seppie, sanguigne aventi per soggetto per lo più Città Alta o angoli remoti dei borghi e molti dipinti ad olio aventi per soggetto sempre Bergamo e dintorni, i fiori del suo giardino, cacciagione e nature morte in generale. Quattrocento disegni e quattro olii, sono raccolti nel volume “Vecchia Bergamo” pubblicato postumo nel 1969. 

Tra i dipinti sono di particolare interesse le vedute di Città Alta, di Palazzo della Ragione e delle più belle piazze di Bergamo o altre come “La processione di Olera”, “Paesaggio sul Mincio”, “Via Crucis”, le nature morte “Iris”, “Rose appena colte”, "Rose appassite", "Astri”, “Sedia con rose”,“Rose bianche”, “Lepre con pesci” “Dopo la caccia” e altri. 

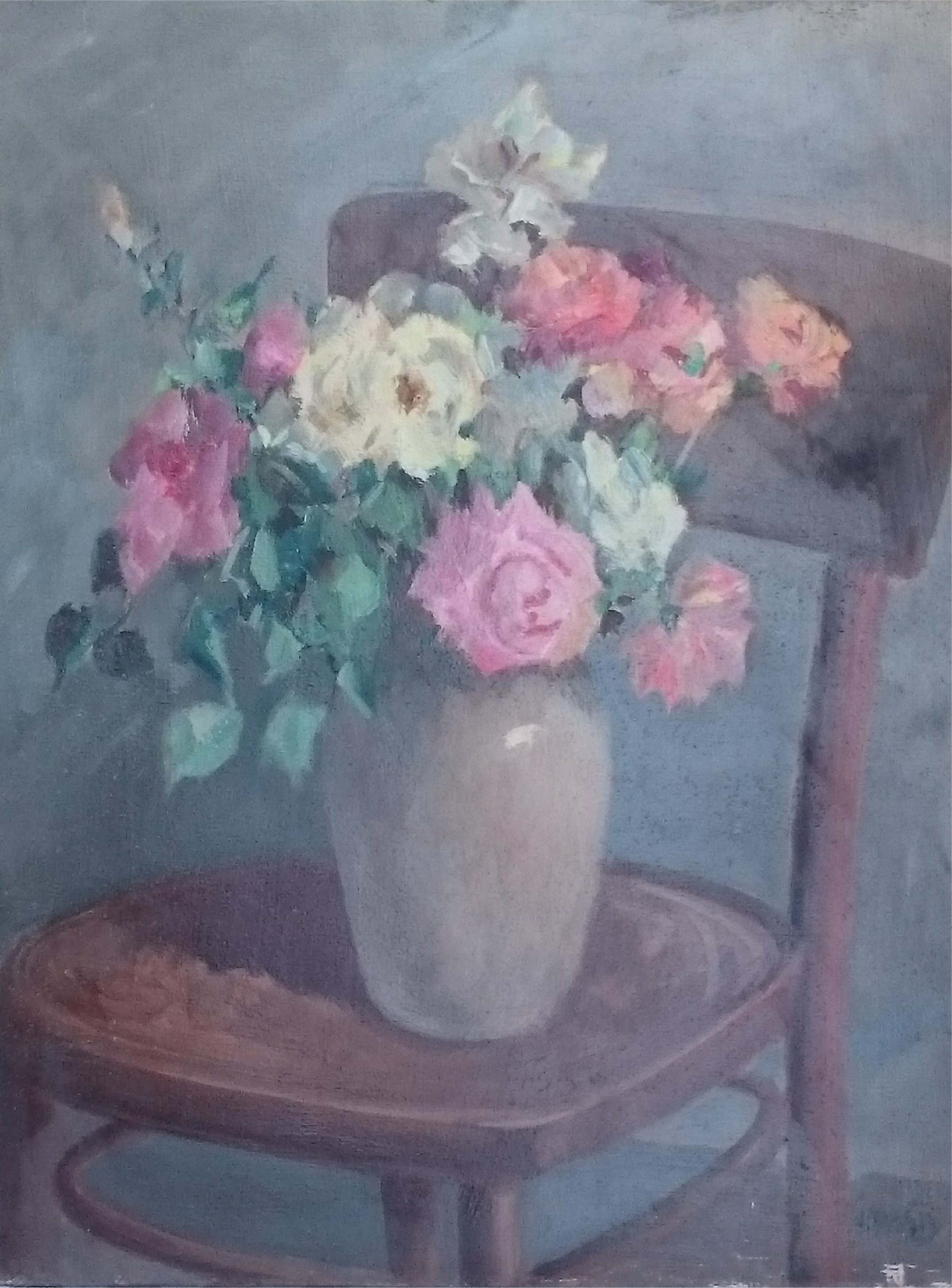
Sedia con Rose(1958)

Tra il 1961 e il 1966 è illustratore della pagina di apertura di “Bergamo Economica” la cui collaborazione è intesa a illustrare gli aspetti economici e monumentali della città.
La critica bergamasca è unanime nel ritenerlo un artista di pregio:
- Il 27 dicembre 1941 “La voce di Bergamo”[1] scrive: "Cassis non vuole che lo si chiami pittore, epperò è altrettanto vero che le sue opere si fanno ammirare."
- In occasione dell’uscita del volume “Vecchia Bergamo” l’Eco di Bergamo[2] lo descrive come “un artista e un poeta”
- Umberto Ronchi[3] dice "Questa inedita collezione dei suoi disegni testimonia il suo amore per l’arte e l’amore struggente per la sua città”

Il più grande merito della sua opera è l'aver fissato, con disegni, schizzi e dipinti, una testimonianza di luoghi ormai scomparsi o cambiati nel tempo.